# Kirjasalo

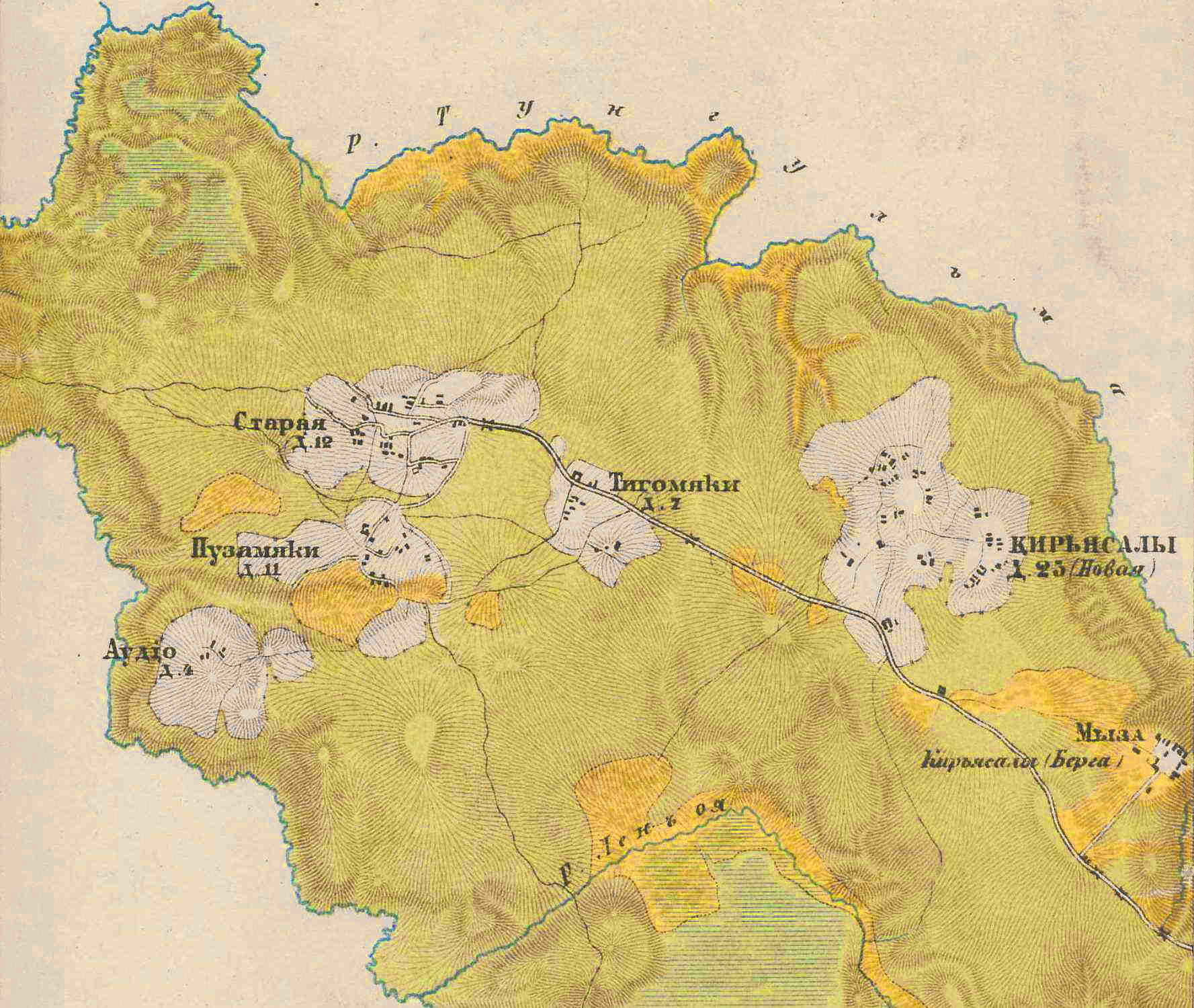
Kirjasalo på en karta från 1885.

Kirjasalo (på ryska:Кирьясалы) var namnet på några byar i Ingermanland, idag Leningrad oblast Vsevolozjsk på Karelska näset i Ryssland, nära den forna finsk-ryska gränsen. De avgränsades i norr av ån Tungelmajoki och i öster av ån Saijanjoki.
Byarna hette Autio, Pusanmäki, Tikanmäki, Uusikylä och Vanhakylä. Området kallades också Kirjasalo gård och tullstation. På den finska sidan (nära dagens Kotovo) fanns det en asfalterad väg.
Kirjasalo nämns på kartor från 1600-talet. Dess invånare var lutherska ingermanlandsfinnar och hörde till Lembois. Fram till 1861 var invånarna livegna. 1905 hörde byarna till Sankt Petersburgs volost och hade då 344 invånare.
Åren 1919–1920 understöddes Kirjasalo av finländska trupper under utropandet av den kortlivade republiken Nordingermanland. 1926 bildades Kuivaisi finska språkdistrikt. Då fanns där 356 finnar 53 ryssar och tre av övrig härkomst. Kirjasalofinnarna deporterades till andra delar av Sovjetunionen på 1930-talet. Byrådet upplöstes 1936.
Idag är Kirjasalo ett helt obebott område. Fram till 1990-talet användes området som betesmark. Bland de övergivna fälten kan man skymta byggnadsgrunder och förvildade aplar. På platsen finns även ruinerna av förskansningar från fortsättningskriget och en massgrav och minnesmonument över fallna röda armésoldater från 1919.